# Pietro Vidoni (1610-1681)
Pietro Vidoni (Cremona, 8 de novembro de 1610 - Roma, 5 de janeiro de 1681) foi um cardeal do século XVIII

## Biografia
Nasceu em Cremona em 8 de novembro de 1610. De família patrícia. O mais velho dos três filhos de Cesare Vidoni, marquês de S. Giovanni in Croce, e Costanza di Pessa, nobre de Cremona. Os outros irmãos eram Paolo ( decurione em 1653) e Margherita. Sobrinho do cardeal Girolamo Vidoni (1626). Parente do cardeal Pietro Vidoni, Jr (1816).
Estudou em várias universidades italianas e obteve o doutorado in utroque iure em direito canônico e civil, na Universidade La Sapienza, em Roma, em 1631.
Foi para Roma ainda jovem. Referendário dos Tribunais da Sigantura Apostólica da Justiça e da Graça, novembro de 1634. Governador de Tivoli de fevereiro de 1635 a fevereiro de 1636. Governador de Sabina de 3 de março de 1636 a fevereiro de 1637. Governador de Rimini de 1 de abril de 1637 a 30 de outubro , 1638. Governador de Orvieto de 1639 até fevereiro de 1640. Governador de Spoleto por apenas quatro meses até abril de 1640. Vice-legado da Romanha até dezembro de 1640. Vice-governador de Fermo de 6 de outubro de 1641 até novembro de 1644.
Eleito bispo de Lodi em 13 de julho de 1644. Consagrado em 9 de outubro de 1644, igreja de S. Andrea della Valle, Roma, pelo cardeal Giambattista Maria Pallotta, auxiliado por Ranuzio Scotti, bispo de Borgo San Donnino, e por Patrizio Donati, bispo de Minori. Assistente do Trono Pontifício, 28 de maio de 1652. Núncio na Polônia, de 28 de maio de 1652 até 5 de abril de 1660.
Criado cardeal sacerdote no consistório de 5 de abril de 1660; recebeu o gorro vermelho e o título de S. Callisto, 4 de julho de 1661. Legado em Bolonha, 17 de abril de 1662; 6 de junho de 1665 é a última data em que foi documentado em seu cargo. Protetor do reino da Polônia e da Ordem Camaldulense. Participou do conclave de 1667, que elegeu o Papa Clemente IX. Renunciou ao governo da diocese, em 16 de junho de 1669. Participou do conclave de 1669-1670, que elegeu o Papa Clemente X; A Espanha apresentou o veto contra sua eleição. Optou pelo título de S. Pancrazio, 13 de março de 1673; não esteve presente no consistório e o cardeal Carlo Carafa della Spina optou por ele. Camerlengo do Sagrado Colégio dos Cardeais, de 28 de janeiro de 1675 a 24 de fevereiro de 1676. Participou do conclave de 1676, que elegeu o Papa Inocêncio XI.
Morreu em Roma em 5 de janeiro de 1681. Exposto e enterrado na igreja carmelita de S. Maria della Vittoria, ao lado do túmulo de seu tio, sem qualquer memorial fúnebre.